# Coelioxys genalis
Coelioxys genalis là một loài Hymenoptera trong họ Megachilidae. Loài này được Cockerell mô tả khoa học năm 1916.